# Албания (средневековое княжество)
Кня́жество Албания (1368—1443) — средневековое княжество в Албании с центром в г. Дуррес, созданное Карлом Топия в 1368. Фактически являлось правопреемником средневекового королевства Албания. C 1308 г. территория будущего княжества с центром в г. Дуррес составляла неаполитанское герцогство Дураццо, являвшегося основной частью королевства Албания, которое к тому моменту превратилось всего лишь в титулярное образование. Когда к 1368 году власть в герцогстве перешла от неаполитанских герцогов к этническому албанцу Карлу Топия, он принял новый к тому времени титул «принцепса Албании». В 80-х годах XIV века власть в княжестве ненадолго перешла в руки сербской династии Балшичей, однако вскоре вновь вернулась к албанскому роду Топия. В 1392 г. большая часть территории княжества перешла под власть Венецианской республики, а принцепсы контролировали лишь окрестности города Дуррес. Благодаря действиям Скандербега принцепс Андреа II Топия смог восстановить контроль над большей территорией княжества, но в 1444 г. княжество вместе с другими албанскими княжествами было объединено в Лежскую лигу.

## Правители
- 1368—1382 гг. Карл Топия (первое правление)
- 1382—1385 гг. Балша II
- 1385—1388 гг. Карл Топия (второе правление)
- 1388—1392 гг. Джиержи Топия
- 1392—1428 гг. Андреа I Топия
- 1428—1444 гг. Андреа II Топия